# 景観行政団体
景観行政団体（けいかんぎょうせいだんたい）とは、景観法により定義される景観行政を司る行政機構。政令指定都市又は中核市にあってはそれぞれの地域を管轄する地方自治体が、その他の地域においては基本的に都道府県がその役割を負う。ただし、景観法に基づいた規定の事務処理を行うことを都道府県知事と協議し、同意を得た市町村の区域に当たっては、それらの市町村が景観行政団体となる。
景観行政団体は、景観法に基づいた項目に該当する区域に景観計画を定めることが出来る。景観計画区域に指定された区域では、建築や建設など景観にかかわる開発を行う場合に、設計や施工方法などを景観行政団体に届け出るなどの義務が生じる。
2019年（平成31年）3月時点では、737の地方公共団体が景観行政団体となっている。